# SN 2005in
SN 2005in – supernowa typu Ia? odkryta 26 września 2005 roku w galaktyce A021328-0058. W momencie odkrycia miała maksymalną jasność 21,30m.